# Kazon
I Kazon sono una specie aliena dell'universo fantascientifico di Star Trek. Sviluppati dai co-creatori della serie Star Trek: Voyager Rick Berman, Michael Piller e Jeri Taylor, i Kazon fungono da antagonisti principali durante le prime due stagioni. Sono rappresentati come una specie nomade divisa in diciotto sette separate e caratterizzati dalla loro violenza. Essendo una società patriarcale, i Kazon hanno una bassa opinione delle donne; crescono i loro figli affinché diventino guerrieri e si mettano alla prova in battaglia. Le apparizioni dei Kazon nella serie Voyager ruotano spesso attorno ai tentativi di Jal Culluh e della sua setta Kazon di rubare tecnologia alla USS Voyager, con la complicità di Seska, ex guardiamarina della USS Voyager. Durante la seconda stagione, l'equipaggio della USS Voyager scopre di più sulla storia e sulla cultura della specie aliena attraverso una tregua temporanea. Nella loro ultima apparizione importante, i Kazon abbordano e sequestrano la USS Voyager, anche se alla fine l'equipaggio federale riuscirà a riprendersi l'astronave. Nelle stagioni successive alla seconda i Kazon non compaiono più quasi del tutto, ma sono stati inclusi nel gioco Star Trek Online e nei romanzi ambientati nell'universo di Star Trek.
Ispirati da bande come i Crips e i Bloods, i Kazon sono stati visti dai co-creatori dello show come una metafora appropriata per le paure e le ansie che circondano le città e le gang. I Kazon erano stati sviluppati come una delle tre nuove specie aliene che potevano essere espanse come antagonisti ricorrenti, insieme ai Vidiiani e ai Sikariani. Michael Westmore è stato il principale supervisore del trucco coinvolto nella creazione dell'aspetto del Kazon. Il team di sceneggiatori della serie Voyager ha dedicato gran parte della seconda stagione allo sviluppo delle specie aliene, con Piller che ha scritto un articolo su di loro che sarebbe stato utilizzato per lo sviluppo degli episodi incentrati sui Kazon. I Kazon sono stati rimossi dalla serie dopo la premiere della terza stagione poiché i co-creatori sentivano che la loro continua presenza avrebbe messo a dura prova la credibilità del viaggio di ritorno di casa della USS Voyager.
La risposta critica al Kazon è stata generalmente negativa. Alcuni recensori hanno elogiato la loro capacità di catturare la USS Voyager, mentre altri hanno ritenuto che fossero copie poco sviluppate dei Klingon e che la seconda stagione si concentrasse troppo su di loro. I Kazon sono stati inclusi in diverse liste che li classificano tra i peggiori cattivi nella storia di Star Trek, e sono stati citati come esempio delle implicazioni razziste nelle specie aliene del franchise. Durante la sua revisione della serie, Michelle Erica Green di TrekToday ha fornito ampie critiche alla specie aliena, mettendo in discussione la decisione di presentarli come antagonisti primari invece dei Vidiiani e il rifiuto del capitano Kathryn Janeway di condividere la tecnologia con loro. I Kazon sono stati anche mal accolti dai membri del cast dello show, che non li hanno trovati aggiunte convincenti alla narrazione.

## Apparizioni

### Star Trek: Voyager
I Kazon appaiono come i principali antagonisti delle prime due stagioni di Voyager. Introdotti già dal primo episodio della prima stagione della serie, sono mostrati come oppressori degli Ocampa, un'altra razza aliena. L'Ocampa Kes viene mostrata inizialmente come schiava dei Kazon, e si scopre che il Talassiano Neelix, legato sentimentalmente a Kes, ha fatto affari con i Kazon in passato. Dopo aver visto una dimostrazione della tecnologia superiore sulla USS Voyager, in particolare il replicatore e il teletrasporto, i Kazon ordiscono piani per rubare queste macchine e incorporarle nelle proprie navi. Il capitano della USS Voyager Kathryn Janeway si rifiuta di fornire alla specie aliena ostile qualsiasi informazione riguardante la tecnologia della sua astronave a causa della sua paura di sconvolgere le dinamiche di potere nel Quadrante Delta e quindi violare la Prima Direttiva. Negli episodi successivi, l'equipaggio della cellula maquis guidata da Chakotay, che era stato inseguito dalla USS Voyager nel Quadrante Delta, si fonde con l'equipaggio della Flotta Stellare. Successivamente l'equipaggio della USS Voyager incontra Jal Culluh, un leader della setta kazon e personaggio principale della serie. In tale occasione il guardiamarina della USS Voyager Seska si rivela essere un'agente cardassiana che si era infiltrata nella cellula maquis di Chakotay, successivamente opponendosi alla fusione degli equipaggi e al rifiuto di Janeway di violare la Prima Direttiva. Seska passa segretamente le informazioni al Kazon per costruire un'alleanza con la specie aliena e accelerare il viaggio di ritorno a casa della USS Voyager. Dopo essere stata catturata mentre tentava di fornire la tecnologia dei replicatori ai Kazon, Seska lascia la USS Voyager per unirsi a loro e diventa l'amante e il principale consigliere di Culluh.
In un episodio Chakotay incontra Kar, un giovane Kazon che tenta di completare un rito di passaggio, e cerca di fungere da mentore per lui. Successivamente Seska prepara una trappola, con il risultato che i Kazon rubano un modulo di trasporto dalla USS Voyager. La donna consiglia a Culluh sfruttare la tecnologia federale per unire tutte le sette Kazon con lui come leader. Chakotay va in missione da solo con l'obiettivo di recuperare la tecnologia, ma viene catturato e torturato da Seska e Culluh. L'equipaggio della Voyager salva Chakotay, solo per scoprire che Seska aveva estratto il suo DNA e lo aveva usato per ingravidarsi. A seguito di questa svolta degli eventi, Janeway tenta di formare un'alleanza con i Kazon per assicurarsi un passaggio sicuro attraverso la loro area di spazio. Durante questi avvenimenti, l'equipaggio incontra i Trabe, una specie aliena perseguitata dai Kazon a seguito di una violenta faida. Janeway decide di allearsi con i Trabe e organizza una conferenza di pace su suggerimento di Mabus, il leader della tribù dei Trabe. Tuttavia, l'equipaggio della USS Voyager scopre che i Trabe hanno maltrattato i Kazon in passato e vogliono usare l'incontro come trappola per assassinare i leader kazon. Janeway impedisce che il massacro avvenga, ma le relazioni tra la USS Voyager, i Kazon e le altre specie aliene nel Quadrante Delta sono definitivamente compromesse.
I Kazon fanno apparizioni minori in altri tre episodi mentre Seska li aiuta a costruire un piano per requisire la Voyager. Successivamente Neelix nota che uno dei membri dell'equipaggio della nave sta inviando messaggi in codice al Kazon, e usa il suo programma di notizie del mattino per rintracciare il traditore. Tom Paris aiuta Neelix esibendo un comportamento scorretto e aggressivo per creare un'apparenza che è disposto a sabotare la USS Voyager per ottenere il contatto dal traditore. Neelix scopre che Michael Jonas, un membro dell'equipaggio della USS Voyager ed ex-Maquis, sta fornendo a Seska informazioni riguardanti la tecnologia a curvatura. Il doppio episodio che conclude la seconda stagione e apre la terza funge da "uscita di scena" dei Kazon dalla serie.
Seska invia alla Voyager una chiamata di soccorso dopo la nascita di suo figlio e la scoperta da parte di Culluh di non esserne il padre. Chakotay convince Janeway e il resto dell'equipaggio a salvare Seska e suo figlio dal Kazon, ma scoprono che è una trappola per tendere un'imboscata alla USS Voyager. I Kazon prendono il controllo dell'astronave e abbandonano il suo equipaggio su un pianeta apparentemente desolato; il Dottore e il problematico membro dell'equipaggio Lon Suder sono gli unici due membri dell'equipaggio rimasti a bordo della USS Voyager. Il Dottore rivela a una delusa Seska che Culluh, non Chakotay, è il padre di suo figlio. L'equipaggio della USS Voyager riconcquista la nave dopo che Suder si sacrifica per sabotare i suoi sistemi d'arma phaser. Seska viene uccisa da una console che esplode nel combattimento che segue, e Culluh prende suo figlio e se ne va con il resto del Kazon.
I Kazon vengono citati anche nelle stagioni successive. Nella quarta stagione, Sette di Nove rivela che i Borg non hanno mai assimilato i Kazon, che chiamano specie 329 e "indegni di assimilazione" a causa della convinzione che avrebbero "sminuito la perfezione". Un membro dell'equipaggio kazon è stato incluso in una ricostruzione olografica della USS Voyager come nave da guerra. I Kazon appaiono anche in due episodi che trattano di viaggi nel tempo.

### Altri media
I Kazon sono inclusi in Star Trek Online, un gioco di ruolo online multiplayer di massa (MMORPG) sviluppato da Cryptic Studios basato sul franchise di Star Trek. Nel gioco, che è ambientato nel XXV secolo, 30 anni dopo gli eventi di Star Trek - La nemesi la setta Kazon-Nistrim è classificata come una potenza in ascesa dopo che un nuovo leader ha preso spodestato Culluh. Il nuovo leader è descritto come "affamato di potere e desideroso di farsi un nome" e "più astuto e intelligente della maggior parte dei Kazon".
I Kazon appaiono anche in romanzi basati sul franchise di Star Trek, tra cui Mosaic e Pathways, entrambi scritti dalla co-creatrice di Star Trek: Voyager Jeri Taylor. In Mosaic, i Kazon lanciano un'imboscata contro la USS Voyager trascinando l'equipaggio in battaglia contro una nave da guerra kazon all'interno di una nebulosa. Allo stesso tempo, i guerrieri kazon inseguono una squadra in trasferta, guidata da Tuvok, che ha il compito di esplorare un pianeta selvaggio. Il romanzo si concentra sul dilemma di Janeway se aiutare la squadra in trasferta o l'equipaggio della nave, ed è intervallato da flashback della sua infanzia e dell'addestramento all'Accademia della Flotta Stellare. Durante gli eventi di Pathways, Kes racconta i suoi primi incontri con i Kazon.
I Kazon appaiono anche nell'universo dello specchio presentato nel racconto di Keith DeCandido The Mirror-Scale Serpent, pubblicato nella raccolta Obsidian Alliances. In questo universo, la USS Voyager non è mai rimasta bloccata nel Quadrante Delta. Invece di essere salvata dall'equipaggio della USS Voyager e da Neelix, Kes usa i suoi poteri psionici per uccidere tutti i suoi rapitori kazon.
Nel 1996, una action figure di un Kazon è stata rilasciata come parte di una seconda ondata di merchandising di Playmates Toys-Star Trek. Lo stesso anno, Applause produsse una tazza di ceramica il cui design era basato sul volto di un generico maschio kazon. Diverse figure sulla navicella kazon furono rilasciate da Revell, come quelle per la nave incursore e il siluro. Revell incluse la statuetta della nave come parte di un set di tre pezzi, insieme a quelli per una nave maquis e la USS Voyager.

## Caratteristiche

### Storia e politica
Nell'universo di Star Trek, prima dell'arrivo della USS Voyager nel Quadrante Delta, le ostilità tra i Trabe e i Kazon portarono i Trabe a tenerli soggiogati. La violenza tra i Kazon fu incoraggiata per limitare il rischio che si sollevassero contro i Trabe.
Prima di essere conquistati dai Trabe, i Kazon erano la società più avanzata del quadrante. In data stellare 2346, Jal Sankur unì le sette nell'Ordine Kazon per rovesciare il governo. I Kazon rubarono la tecnologia e le navi ai Trabe e, piuttosto che stabilirsi su un nuovo pianeta natale, divennero una specie nomade. Dopo aver raggiunto l'indipendenza dai Trabe, i Kazon continuarono a combattere tra loro per il controllo delle risorse e della tecnologia.
In Voyager, i Kazon sono conosciuti sotto il nome generico di Ordine Kazon, ma le specie sono anche separate in varie tribù. Mentre il sito ufficiale di Star Trek elenca i Kazon come aventi diciotto tribù, in un episodio della serie compaiono solo sette tribù e viene menzionato il fatto che il loro numero è mutevole nel tempo. Solo otto gruppi sono stati nominati in Voyager: Kazon-Halik, Kazon-Ogla, Kazon-Oglamar, Kazon-Relora, Kazon-Nistrim, Kazon-Mostral, Kazon-Hobii e Kazon-Pommar. Le tribù sono descritte come "nemici sanguinari" che raramente fanno tentativi di diplomazia o stringono alleanze. All'epoca in cui la USS Voyager attraversò lo spazio occupato dai Kazon, le tribù Kazon-Ogla e Kazon-Relora erano le più potenti delle otto. Un Kazon che non appartiene a una setta è visto come un "Goven" o un emarginato. Il titolo "Primo Maje" è usato per riferirsi al leader di una setta. La struttura politica del Kazon è costruita attorno a "uccisioni politiche all'interno delle sette e tra sette", con la pace percepita come un costrutto impossibile.

### Cultura e tecnologia
In Star Trek: Voyager la società Kazon è rappresentata come patriarcale, in quanto i maschi reagiscono negativamente agli ordini delle donne. Le donne kazon non sono mai mostrate nella serie, e sono citate solo attraverso i dialoghi dagli uomini kazon. I giovani maschi kazon sono allevati come guerrieri, sottoposti a un duro di rito di passaggio per guadagnare i loro nomi adulti. Il titolo onorifico "Jal" dato a un giovane maschio kazon segna il suo passaggio all'età adulta e viene assegnato quando il ragazzo uccide un nemico in battaglia o muore egli stesso in battaglia. Coloro che falliscono questo rito di passaggio sono puniti o con l'esecuzione o con la vergogna pubblica. Ci si aspetta che padri e figli abbiano una relazione emotivamente distante, e nella quale qualsiasi segno di affetto tra loro è considerato vergognoso.
Gli studiosi Christina Niculescu e Yonit Nemtzeanu hanno analizzato la cultura kazon per esplorare la correttezza politica e i temi del pregiudizio razziale in Voyager. Hanno stabilito che i Kazon sono primitivi, inferiori, selvaggi e criminali, e sostengono che l'aspetto e il comportamento del Kazon sono stati progettati per suscitare una risposta negativa da parte del pubblico. Hanno descritto l'abbigliamento del Kazon come simile a quello dei guerriglieri, e i loro capelli e volti come "selvaggi" e "minacciosi". Sebbene i Kazon non siano mostrati come aventi un esercito permanente, sono definiti come una società militarista. Niculescu e Nemtzeanu hanno notato che il dialogo kazon è caratterizzato dal suo frequente uso di un linguaggio violento. Secondo Seska, la medicina kazon è rudimentale e "primitiva". Anche se i Kazon sono l'unica specie classificata che i Borg rifiutano di assimilare, Janeway ha incluso nei suoi rapporti che sono un "nemico difficile e pericoloso".
In Voyager l'attenzione militare del Kazon è fortemente in contrasto con gli ideali della Federazione Unita dei Pianeti. Attraverso le risorse rubate ai Trabe, i Kazon possiedono armi energetiche, principalmente phaser, raggi traenti e scudi deflettori. Non sono a conoscenza del teletrasporto e dei replicatori fino al loro primo incontro con l'equipaggio della USS Voyager.
Anche se le armi del Kazon sono inferiori a quelle della USS Voyager, l'incapacità dell'equipaggio della Flotta Stellare di rifornirsi li rende vulnerabili agli attacchi. Le navi kazon sono visivamente rappresentate come "scure, strettamente funzionali" e senza "nessuno degli abbellimenti noti dalle luminose e lucide navi della Federazione". Le navi sono adornate solo con i teschi e trofei dei nemici conquistati. Nel gioco Star Trek Online, il sito ufficiale afferma che la più grande forza del velivolo è "la sua manovrabilità e versatilità". Il sito menziona anche che i Kazon hanno migliorato la loro tecnologia dal loro incontro con la USS Voyager recuperando materiali più avanzati da altre specie.

## Tribù
I Kazon sono divisi in tribù in costante lotta tra loro. Benché la tecnologia kazon sia inferiore a quella della Flotta stellare (per esempio non hanno la tecnologia di teletrasporto), la loro aggressività li rende avversari molto pericolosi. Il capo di ogni tribù è il Primo Maje; di seguito l'elenco di alcune tribù kazon con i rispettivi capi:
| Tribù   | Primo Maje | Note |
| ------- | ---------- | --- |
| Hobii   | Jal Lorah  | |
| Mostral | Jal Surat  | |
| Nistrim | Jal Culluh | |
| Ogla    | Jal Razik  | precedentemente Haliz, nel 2371 Jabin                                                                         |
| Oglamar | Jal Valek  | |
| Pommar  | Jal Minnis | |
| Relora  | Jal Heron  | Nemici giurati dei Nistrim, il suo Primo Maje è stato ucciso da Culluh che lo ha teletrasportato nello spazio |
| Sara    |            | Vengono citati nel romanzo Destini, coabitano il pianeta degli Ocampa con gli Ogla                            |
| Vistik  | Jal Dut    | Vengono citati nel romanzo Mosaico                                                                            |
| Halik   |            | Menzionati ma mai mostrati; Culluh spera di distruggerli una volta preso possesso della USS Voyager.          |

Il numero delle tribù è variabile, nel 2372 erano 18.

I Relora e gli Ogla sono state le tribù dominanti dei Kazon. Secondo Jal Culluh, Jal Sankur riunificò le sette kazon per rovesciare i Trabe nel 2346.

I Borg hanno classificato i Kazon come Specie 329, anche se non l'hanno ritenuta utile all'assimilazione in quanto non avrebbe portato alcun beneficio alla collettività.
Infatti in un episodio Sette di Nove afferma, riferendosi ai Kazon, che

## Creazione
Prima dell'annuncio di una nuova serie del franchise di Star Trek, i co-creatori di Voyager Rick Berman, Michael Piller e Jeri Taylor hanno concepito i concetti e i personaggi di base durante incontri segreti sullo sviluppo. I Kazon furono originariamente creati come parte della premessa di base della serie. Berman, Piller e Taylor pensarono che i personaggi avrebbero viaggiato attraverso un'area dello spazio controllata da una nuova razza aliena, fungendo da antagonisti principali della storia, e crearono il Kazon per ricoprire questo ruolo.
I Kazon sono stati ispirati dalle gang di Los Angeles chiamate Crips e Bloods. L'idea dei Kazon come sette guerriere, in contrapposizione a una razza unificata, fu introdotta da Taylor, che li abbozzò come "tre bande, con relazioni e alleanze in costante cambiamento. Proprio mentre pensiamo di aver risolto il problema, l'equilibrio si sposta di nuovo". Mentre discuteva dell'ispirazione originale dei Kazon, Taylor li vedeva come un modo "per affrontare il tenore dei nostri tempi e ciò che [...] stava accadendo nelle nostre città e riconoscendo una fonte di pericolo e disordini sociali". Piller descrisse ulteriormente la premessa per i Kazon come radicata nella violenza delle bande e nella guerra chiarendo: "La nostra intenzione era quella di creare una sorta di anarchia disorganizzata, loro-contro-loro tanto quanto loro-contro-noi".
In un incontro datato 17 agosto 1993, Taylor scrisse una trama per l'episodio pilota Dall'altra parte dell'universo e stabilì i Kazon (allora identificati come i Crips) come una "banda che, in conflitto con altre due bande, compete per il territorio in questa regione dello spazio". Le note di Taylor suggeriscono che i co-creatori dello show considerarono di far raggiungere ai Crips una tregua con i personaggi principali, il che avrebbe fatto arrabbiare un'altra delle gang (allora chiamata Bloods) e li avrebbe portati ad essere gli antagonisti principali. Questa idea fu successivamente abbandonata in una riunione il 10 settembre dello stesso anno. Nella prima stesura della sceneggiatura di Caretaker, Piller chiamò le specie aliene "Gazon" e scrisse la seguente descrizione di esse:
Durante l'estate del 1994, Gazon fu cambiato in Kazon, poiché si temeva che il nome suonasse troppo come Gaza. I produttori hanno suggerito questo cambiamento per evitare che le storie che coinvolgono la razza aliena venissero interpretate come commenti politici sui conflitti nei territori palestinesi. Secondo il manuale tecnico di Star Trek: Voyager, i Kazon sono stati originariamente pensati per essere divisi in due sole fazioni (il "Kazon-Sera" e il "Kazon-Ogla").

## Progettazione e casting
Michael Westmore è stato il principale supervisore del trucco dietro al design dei Kazon.
Il progetto del Kazon è stato formulato intorno all'inizio di giugno 1994. Il supervisore al trucco della serie, Michael Westmore, è stato fortemente coinvolto nella creazione del look per il Kazon. Mentre descriveva le caratteristiche facciali della specie, Westmore disse di aver costruito una sporgenza cutanea lungo il naso e la parte anteriore del viso per simulare "una morbida cresta di gallo" piuttosto che "le creste di ossa di dinosauro". Ha detto che c'erano differenze visive molto piccole tra maschi e femmine Kazon, con la caratteristica distintiva che le donne hanno una fisicità più delicata rispetto agli uomini. Secondo Westmore, il trucco prostetico per la fronte era strutturato in una forma che ricordava il Diavolo, mentre le creste sul naso erano ispirate al collo di un avvoltoio. I disegni del naso sono stati modificati durante le prime due stagioni con l'aggiunta di una punta del naso e punte che sporgono dalle narici. Il design di Kazon è stato oggetto di critiche da parte dei fan dopo la première della serie, con un fan che ha commentato: "Sembra che stiano tutti avendo una brutta giornata di capelli". Quando Anthony De Longis vide per la prima volta il copricapo indossato come parte del costume di Culluh, scherzò dicendo: "Culluh deve essere il leader perché ha la testa di capelli più grande".
Westmore ha detto di aver affrontato diverse sfide che coinvolgono il trucco e le maschere durante le riprese di dell'episodio iniziale della serie. A causa del gran numero di Kazon presenti nel primo episodio, ha assunto ulteriori truccatori e produttori di stampi per aiutare a ottenere tutti gli attori in costume. Secondo il produttore supervisore David Livingston, il processo di applicazione del trucco kazon ha richiesto diverse ore. Poiché la maggior parte delle scene che coinvolgono i Kazon sono state girate al lago El Mirage, Livingston e la troupe cinematografica si sono prodigati per aiutare gli attori a sentirsi a proprio agio nel trucco pesante e nelle protesi nonostante le alte temperature.
Piller originariamente immaginava solo attori di età compresa tra i diciotto e i venticinque anni per simulare la connessione tra i Kazon e le bande di strada contemporanee. Ha detto che voleva che le scelte di casting trasmettessero le specie aliene come "persone giovani e arrabbiate che non hanno mai vissuto abbastanza per avere il tipo di esperienza e prospettiva sul mondo che, diciamo, i Klingon e i Romulani potrebbero avere". Ha voluto sottolineare che i Kazon sono "molto più emotivi, con una vita bruciata velocemente, e quindi hanno meno aspettative" attraverso le performance degli attori. I ruoli, tuttavia, sono stati riempiti da attori al di fuori di questa fascia di età, con Piller che ha spiegato che la decisione è stata raggiunta sulla base del fatto che "gli attori più anziani hanno dato performance più raffinate". In seguito si pentì della scelta di attori più maturi, poiché sentiva che ciò era in conflitto con il concetto di specie degli scrittori, facendoli apparire troppo simili ai Klingon. I Kazon ricevettero anche paragoni con i Cardassiani e gli Elfi dei Boschi da Donna Dickens di Uproxx.